# Stelis eublepharis
Stelis eublepharis är en orkidéart som beskrevs av Heinrich Gustav Reichenbach. Stelis eublepharis ingår i släktet Stelis och familjen orkidéer. Inga underarter finns listade i Catalogue of Life.